# Gepäckförderanlage

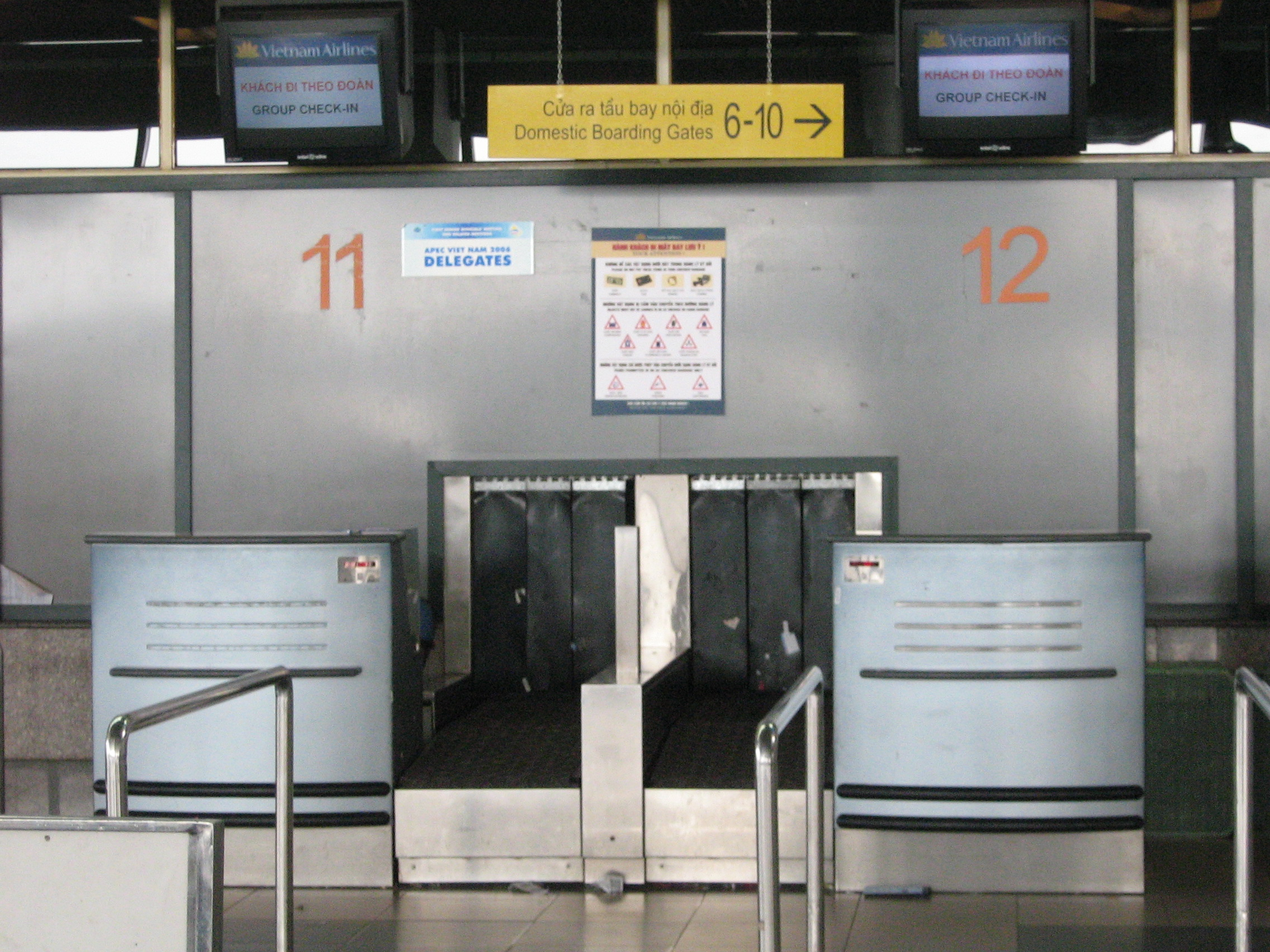
Aufnahme des Gepäcks: Check-in-Schalter mit Gepäckförderband (Mitte) am Flughafen von Hanoi

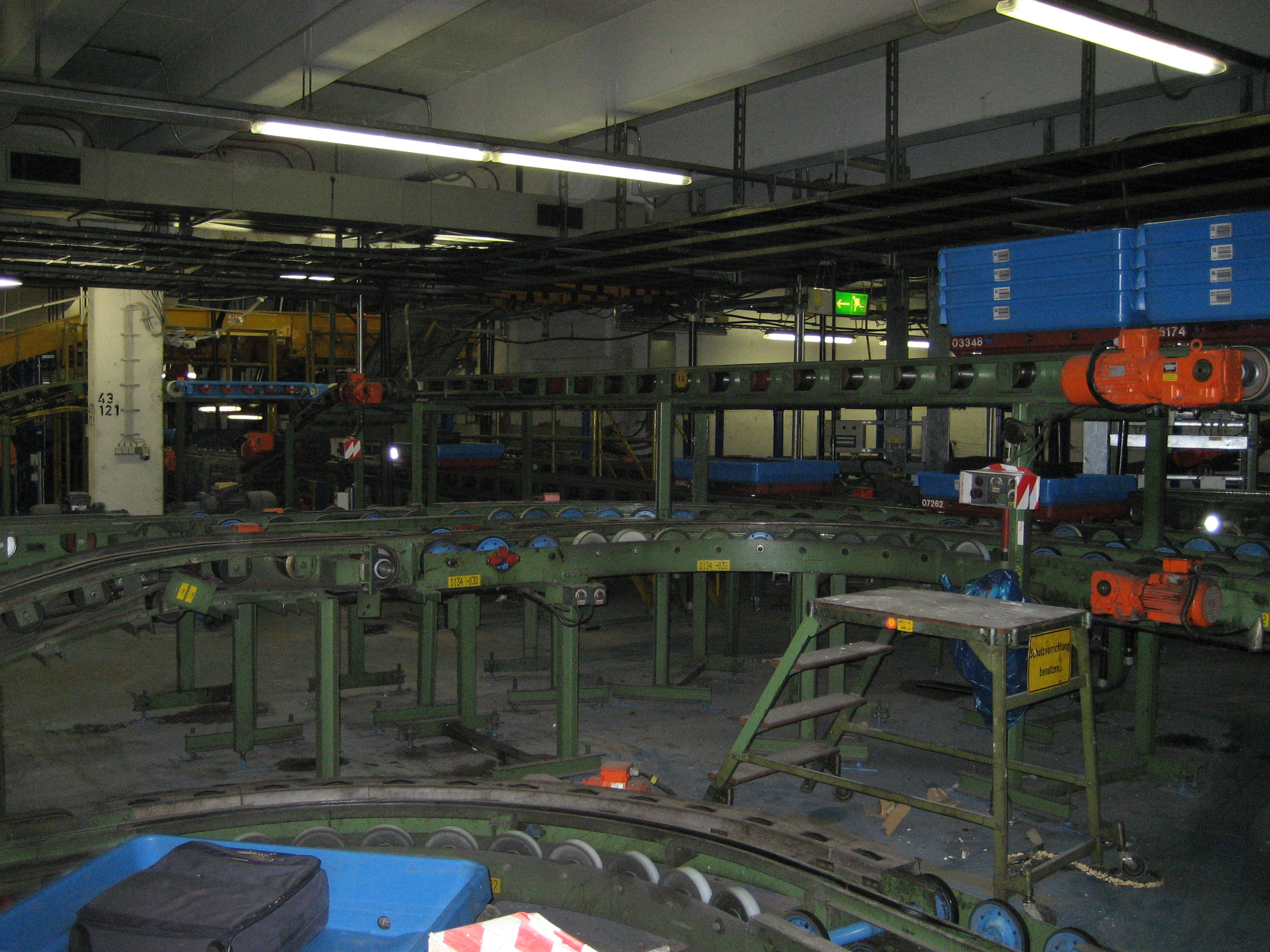
Das Innere einer GFA – hier unter dem Terminal 1 am Flughafen Frankfurt/Main

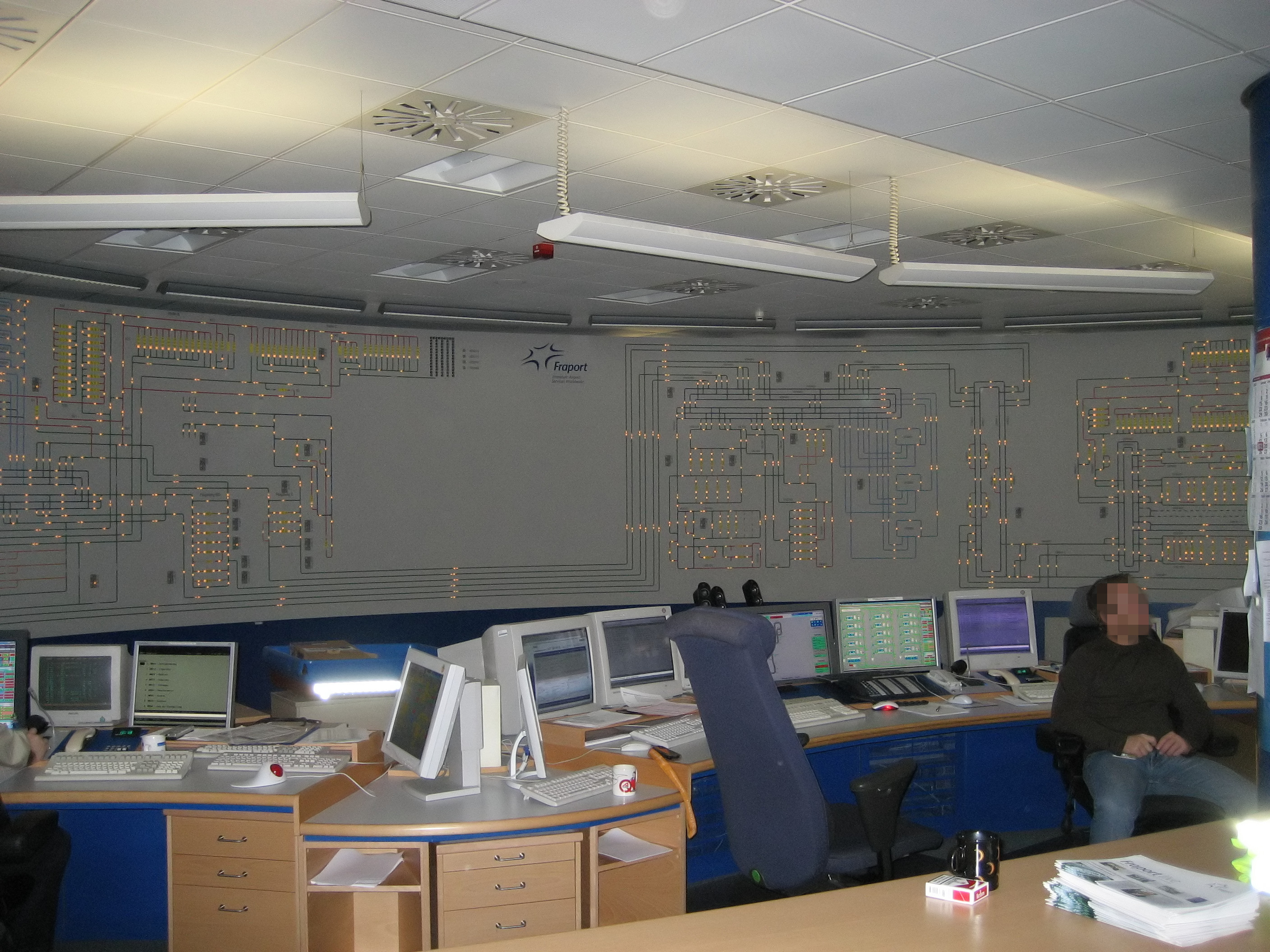
Leitstelle der GFA Fraport am Flughafen Frankfurt/Main

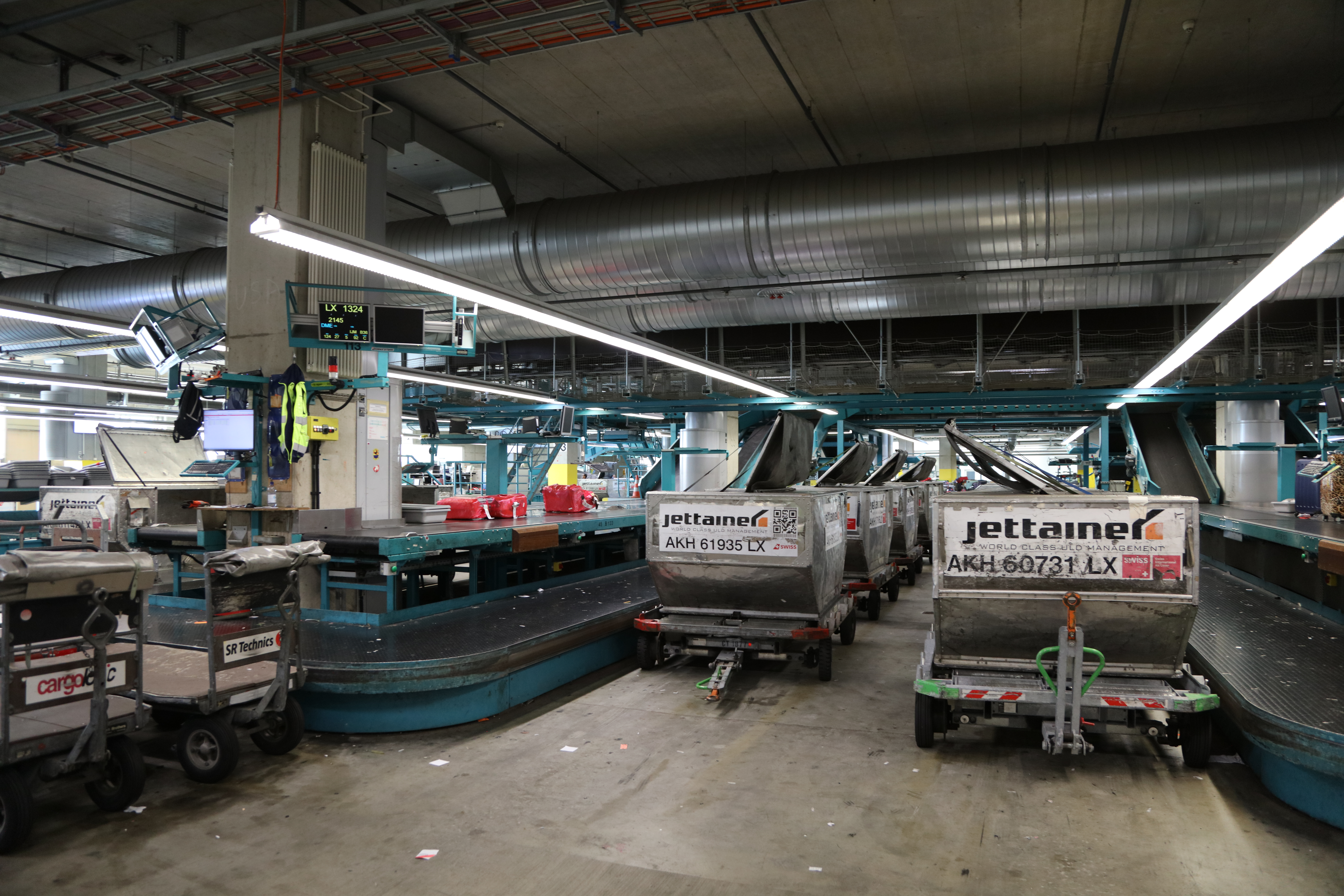
Verladestation am Flughafen Zürich. Gepäck wird aus der GFA entnommen und in Container oder auf Hänger verladen

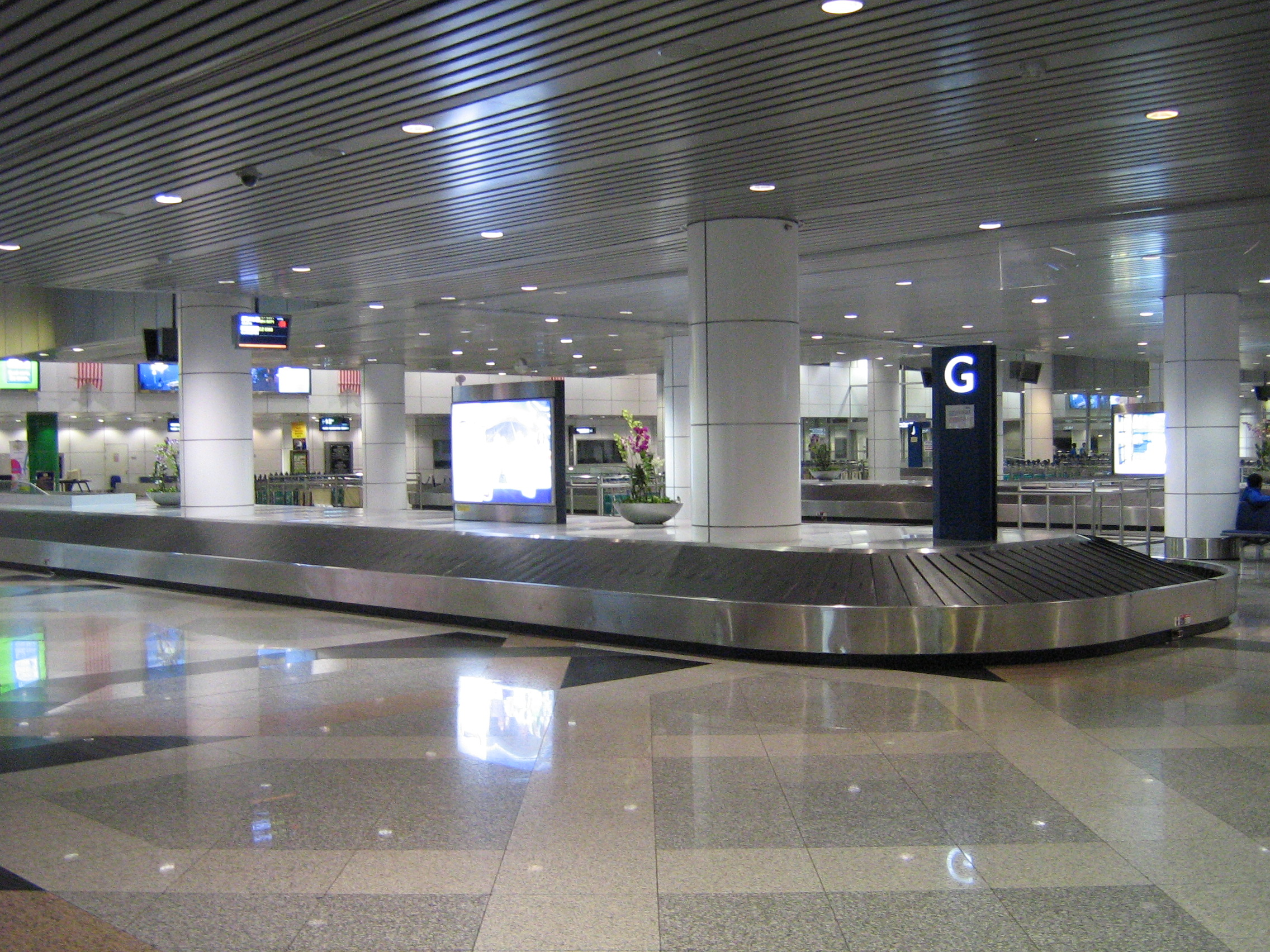
Ausgabe des Gepäcks im Ankunftsbereich: Aus Platten bestehendes Gepäckausgabeband am Flughafen Kuala Lumpur

Die Gepäckförderanlage ist ein in Flughäfen oder großen Passagier-Terminals für Kreuzfahrtschiffe verwendetes Transportmittel für Gepäckstücke.

## Entwicklung der Gepäckförderanlage
Mit dem Aufschwung der Luftfahrt benutzten immer mehr Menschen Flugzeuge als Transportmittel, die Flugzeuge wurden immer größer und die Flughäfen immer komplexer. Da es den Passagieren nicht mehr ermöglicht wurde, ihr Gepäck selbst auf dem Vorfeld entgegenzunehmen bzw. abzugeben, und diese durch die Einführung der Fluggastbrücke das Vorfeld gar nicht mehr betraten, musste eine Anlage erfunden werden, die das Gepäck zunächst vom Check-in zum Flugzeug sowie nach der Landung vom Flugzeug bis zu einem gesonderten Bereich zur Wiederentgegennahme des Gepäcks durch die Fluggäste transportierte.
Die ersten Gepäckförderanlagen bestanden meist nur aus einfachen, geraden Förderbändern, deren Technik aus dem Tagebau übernommen wurde. Mit der Zeit wurden die Anlagen immer komplexer und neue Einrichtungen – wie runde Förderbänder (so genannte Gepäckausgabekarussells), Sortieranlagen und Abstellanlagen – mussten eingeführt werden, um die stetig wachsende Menge an Gepäckstücken zu bewältigen.

## Funktionsprinzip
Die Passagiere geben ihre Gepäckstücke an einem Schalter – dem so genannten Check-in-Schalter – auf. Ein Förderband transportiert dieses anschließend zu einem Ort, an dem es auf Wagen und schließlich von Flughafen-Mitarbeitern, die auf ein schnelles Be- und Entladen spezialisiert sind, ins Flugzeug geladen wird.
Umgekehrt wird bei Ankunft eines Flugzeuges das Gepäck aus dem Flugzeug entladen und auf Wagen verfrachtet. Die Wagen werden zu einer für den Passagier nicht sichtbaren Sammelstelle gefahren. Diese befindet sich häufig unter einem Dach neben dem Abfertigungsgebäude. An dieser Stelle wird das Gepäck auf ein Förderband, welches dann das Gepäck ins Gebäudeinnere transportiert, gelegt. Dort kann das Gepäck – auf dem so genannten Gepäckausgabeband – von den Passagieren in Empfang genommen werden.

## Fördertechnik
Bei der Fördertechnik muss man zwei grundlegende Prinzipien unterscheiden:
- einfacher, „loser“ Transport von Gepäckstücken
- Behälterfördertechnik, bei der Gepäckstücke in Behältern transportiert werden

### Systeme mit Behältern
Dieses System findet man beispielsweise am Frankfurter Flughafen oder auch im Terminal 2 des Münchner Flughafens. Hierbei werden die Gepäckstücke in der so genannten „Hochzeit“ mit einem Behälter „verheiratet“. Anschließend steuern die Behälter dann ihr Ziel an, wobei die Identifikation der Gepäckstücke hier über am Behälter angebrachte Reflexmarken oder Barcodes funktioniert und diese damit wesentlich leichter gelesen werden kann als bei einem System, bei dem das Gepäckstück den Gepäckanhänger mit den Zielinformationen möglicherweise verdeckt.
Hierbei muss man unterscheiden zwischen aktiven und passiven Fördereinheiten: Aktive Fördereinheiten besitzen einen Motor und befahren ihre Strecke selbsttätig, wodurch die Förderstrecke an sich recht günstig und unkompliziert wird (einfach wartbar). Passive Fördereinheiten werden über Bänder und/oder Rollen angetrieben, benötigen dadurch eine komplexere Streckenführung, haben allerdings wesentlich günstigere Behälter, da es sich dabei meist um einfache Plastikwannen handelt.
Der große Vorteil des Behälterfördersystems ist, dass eine Extra-Sortieranlage nicht nötig ist, da dies dezentral quasi unterwegs stattfindet (vergleichbar mit einer Autobahnfahrt von Frankfurt nach München, wo die entsprechenden Abzweigungen genommen werden). Des Weiteren sind höhere Geschwindigkeiten möglich als bei Bandsystemen und es kommt zu weniger „Gepäckstück-Verlusten“ durch Herunterfallen vom Band oder Hängenbleiben. Empfindlichere Gepäckstücke tragen auch seltener Schäden davon.
Als Nachteile wären Kosten und Wartungsaufwand zu nennen sowie das Problem der Leerbehälter, die auf irgendeine Weise wieder zum Check-in zurückmüssen. Am Flughafen München wurde dies dadurch effizient gelöst, dass die leeren Behälter auf dem Rückweg das Gepäck der ankommenden Passagiere mitnehmen.
Dieses System lohnt sich nur auf großen Flughäfen.

### Systeme ohne Behälter
Dieses System findet sich an den meisten kleineren Flughäfen, da es einfach zu warten und günstig ist. Koffer werden einfach über Förderbänder, Rutschen und manchmal auch Rollen transportiert.
Zur Identifikation der Gepäckstücke muss immer wieder an Scannertoren der Barcode auf den an den Gepäckstücken angebrachten Labels gelesen werden. Dies ist oftmals mit Problemen verbunden, da sich dazu der Barcode im Sichtbereich der Scanner befinden muss. Zum Sortieren gibt es verschiedene Ansätze, zu nennen wären hier:
- so genannte Pusher (überwiegend in den USA verwendet)
- Quergurtsorter
- Kippschalensorter, die man beispielsweise im Terminal 1 des Münchner Flughafens findet

Um die Gepäckstücke sortieren zu können, ist oftmals ein gewisser Mindestabstand dazwischen nötig, so dass diese über kurze, unterschiedlich schnelle Förderbänder separiert werden. Dies ist auch nötig, um Gepäckstücke beispielsweise für einen schnellen Kippschalensorter-Kreislauf zu beschleunigen.
Vorteile hierbei sind vor allem kostenmäßiger Natur, wohingegen die Nachteile im Maximaldurchsatz liegen (2 bis 3 m/s verglichen mit 12 bis 14 m/s bei Behältersystemen), sowie der hohen Rate an Gepäckstücken, die in der Anlage verloren gehen (vom Band herunterfallen, an Ecken hängen bleiben, vor Röntgeneinrichtung verkanten o. ä.).

## Gegenwart
An großen Flughäfen – wie in Frankfurt – sind kilometerlange Förderbändersysteme installiert und die Gepäckstücke werden einzeln in Wannen befördert, um mittels Strichcodes die Anlagen effizienter zu nutzen, Gepäck zu sortieren, schneller zu befördern, umzuleiten und aufbewahren zu können.
Am Flughafen in Kuala Lumpur besteht die mittlerweile Gepäckfördersystem genannte Anlage aus Bändern mit einer Gesamtlänge von 33 km, die zum Teil durch einen kilometerlangen Tunnel zwischen den Gebäuden verlaufen. Die Wannen mit den Gepäckstücken werden bei einigen Anlagen auf bis zu 40 km/h beschleunigt, um ein Gepäckstück von einem Flugzeug ins nächste möglichst schnell umladen zu können. Dies ist wichtig, um an Luftfahrt-Drehkreuzen kurze Umsteigezeiten zu ermöglichen und die Minimum Connecting Time einzuhalten.